# اوریانا باندیرا
اوریانا باندیرا (Oriana Bandiera)،‏ FBA (زادهٔ ۲۶ اوت ۱۹۷۱)، آکادمیک و اقتصاددان اهل ایتالیا است که در اقتصاد توسعه تخصص دارد. او از ۲۰۰۹ میلادی به عنوان پروفسور اقتصاد در مدرسه اقتصاد لندن تدریس می‌کند. او اکنون به درجه پروفسوری سِر انتونی اتکینسون در رشته اقتصاد در مدرسه اقتصاد لندن رسیده‌است و یکی از نویسندگان در مجله اکونومیتریکا است. حوزه مطالعه وی اساساً شامل سازمان‌ها و بازارهای کار و رابطه این دو با فرایند توسعه اقتصادی می‌باشد.

## دوران کودکی و تحصیل
باندیرا متولد ۲۶ اوت ۱۹۷۱ در کاتانیا، سیسیل در ایتالیا است. او در دانشگاه بوکونی در میلان به آموزش در رشته اقتصاد آغاز نموده و در ۱۹۹۳ میلادی مدرک لیسانس خود را در رشته علوم مقدماتی (بی‌ای) و در ۱۹۹۴ میلادی مدرک فوق لیسانس خود را در رشته علوم (MSc) کسب کرد. پس از آن وی دوره تحصیلات تکمیلی خود را در رشته اقتصاد در بوستون کالج در ایالات متحده آغاز کرد: او دوره دکترای تخصصی (PhD) خود را در ۲۰۰۰ میلادی به اتمام رساند.

## حرفه اکادمیک
پژوهش‌های باندیرا متمرکز بر اقتصاد توسعه است. او همچنین پژوهش‌های در حوزه‌های اقتصاد خرد کاربردی، مشوق‌ها در سازمان‌ها و بازارهای کار انجام می‌دهد.
باندیرا در سپتامبر ۱۹۹۹ میلادی به عنوان مربی اقتصاد به مدرسه اقتصاد و علوم سیاسی لندن (LSE) در انگلستان پیوست. او از ژانویه تا مارس ۲۰۰۳ در دانشگاه شیکاگو، استادیار مهمان بود. او از ژانویه تا مارس ۲۰۰۴ در دانشکده اقتصاد دانشگاه نیویورک، استادیار مهمان بود. او آوریل ۲۰۰۴ را در مؤسسه بین‌المللی مطالعات اقتصادی (IIES) در دانشگاه استکهلم سپری کرد. او در مارس ۲۰۰۵ در دانشگاه بوکونی (آلما ماتر وی) و در آوریل ۲۰۰۵ در دانشگاه ییل به عنوان استادیار مهمان خدمت کرد. او در مارس ۲۰۰۶، به عنوان استادیار مهمان دوباره به مؤسسه بین‌المللی مطالعات اقتصادی برگشت. از مارس تا می ۲۰۰۷، او در مرکز مطالعات سازمان صنعتی در دانشگاه نورث‌وسترن به عنوان استادیار مهمان مشغول بود. در اوت ۲۰۰۷، او به درجه دانشیار در رشته اقتصاد ترفیع داده شد. او در ۲۰۰۹ میلادی کرسی پروفسوری اقتصاد را به‌دست‌آورد. وی از ۲۰۱۲ میلادی بدین‌سو به عنوان رئیس مراکز بین‌المللی سانتوری و تویوتا برای رشته‌های اقتصادی و مرتبط (STICERD) در مدرسه اقتصاد لندن خدمت می‌نماید. او به عنوان یکی از دبیران ژورنال اقتصاد کار (Journal of Labor Economics) از ۲۰۱۴ میلادی، ایکونومیکا (Economica) از ۲۰۱۶ و ژورنال بینش‌های اقتصاد خرد (Microeconomic Insights) کار می‌کند. او عضو آکادمی بریتانیا، انجمن اقتصادسنجی، مرکز پژوهش‌های سیاست اقتصادی (CERP)، اداره پژوهش و تحلیل اقتصادی توسعه (BREAD) و مؤسسه اقتصاد کار (IZA) است.

## تحقیقات
تمایل‌های پژوهشی باندیرا بر محور تأثیر مشوق‌های پولی و روابط اجتماعی روی رفتار افراد می‌چرخد. از نظر فرآورده‌های پژوهشی، باندیرا در میان ۲ درصد اقتصاددان‌های رده‌بندی شده‌است که در پایگاه داده‌های مقالات پژوهشی اقتصاد (IDEAS/RePEc) ثبت شده‌اند. نتایج کلیدی پژوهش‌های وی شامل موارد زیر است:
- بهره‌وری یک کارگر عادی تحت روش کار از روی مقاطعه نسبت به روش مشوق‌های مربوطه، حداقل ۵۰ درصد بالاتر است، چون تحت حالت مشوق‌های مربوطه، کارگران قسماً اثرات اجتماعی منفی نسبت به تلاش‌های شان را می‌پذیرند– البته تنها در حالتی که آن‌ها قابل نظارت بوده و نظارت شوند –، اما آن‌ها تحت کار از روی مقاطعه این‌گونه فکر نمی‌کنند (با عمران رسول و ایوان بارانکای). افزون بر آن، دریافته شده‌است که معرفی پرداخت بر اساس عمل‌کرد مدیریتی منتج به افزایش میان‌گین و پراکندگی بهره‌وری کارگر می‌شود، عمدتاً به این دلیل که مدیران تلاش‌های خود را به سوی کارگران دارای مهارت بالا هدایت نموده و کارگران دارای مهارت کم‌تر را گزینش نمی‌کنند. برعکس، اگر به مدیران بر اساس میزان کار پرداخت صورت گیرد، آن‌ها بیشتر روی کارگرانی که با آن‌ها رابطه اجتماعی دارند، صرف نظر از میزان توانایی آن‌ها، تمرکز می‌کنند؛ به صورت کل، هرچند ارتباطات اجتماعی کارکرد کارگران بهم-پیوسته را افزایش می‌دهد، اما جانب‌گرایی نسبت به کارگرانی که بسیار بهم-پیوسته هستند برای کارکرد کلی یک بنگاه زیان‌آور است. علاوه برآن، کارگران حد اقل یک دوست دارند که نسبت به آن‌ها توانایی بیشتر دارد و آماده است تا تلاش‌های آن‌ها را افزایش دهد و در نتیجه بهره‌وری ۱۰ درصد افزایش می‌یابد (برعکس، اگر کارگر از دوستان خود دارای توانایی بیشتر باشد) و این امر بیان‌گر این است که بنگاه‌ها می‌تواند از مشوق‌های اجتماعی به عنوان جایگزینی برای مشوق‌های پولی برای تشویق کارگران استفاده نماید. در نهایت، ثابت شده‌است که تقویت مشوق‌های تیمی، یا از طریق رتبه‌بندی یا مسابقات، باعث می‌شود تا کارگران، به‌جای این‌که با دوستان خود یک تیم تشکیل دهند، به احتمال زیاد با سایر اشخاص که دارای مهارت‌های مشابه هستند تیمی را تشکیل می‌دهند و این‌که مشوق‌های رتبه‌بندی بهره‌وری میان‌گین را ۱۴ درصد کاهش داده و مشوق‌های مسابقاتی آن را ۲۴ درصد افزایش می‌دهد.[۸][۹][۱۰][۱۱][۱۲]
- رابطه میان تصمیم دهقانان موزامبیک برای پذیرفتن یک گیاه زراعی جدید و گزینه‌های انتخابی شبکه خانواده و دوستان آن‌ها دارای یک شکل U معکوس است که بر مبنای معلومات خود دهقانان اتخاذ گردیده و در میان افراد دارای سایر مذاهب ناهم‌بسته‌است (با عمران رسول).[۱۳]
- آزادسازی مالی در شیلی، گانا، کره جنوبی، اندونزی، مالزی، مکزیک، ترکیه و زیمبابوه نتوانست پس‌انداز را افزایش دهد و – به‌ویژه در رابطه به سیاست‌های که به هدف آزاد سازی محدودیت‌های سیالیت وضع شده بود – ممکن است حتی پس‌اندازها را کاهش داده باشد (با پاتریک هونوهان، فابیو سکیانتاریلی و جیرارد کاپریو).[۱۴]
- مافیای سیسیل که از تلاش‌های مالکینِ زمین برای محافظت از زمین‌های خود در مقابل حملات غارت‌گرانه در دوره راهزنی‌های گسترده سرچشمه گرفت، آن‌ها علاوه بر این‌که از زمین‌های خود محافظت می‌کردند، راهزن‌ها را به سوی دارایی‌های دیگران منحرف می‌نمودند.[۱۵]
- مدیران بسیار با استعداد و ریسک-پذیر بیشتر با بنگاه‌های سازگار هستند که به این ویژگی‌ها بیشترین ارزش را می‌دهند؛ یک ترتیب گسترده تشابهات را می‌توان توسط یک مدل ساده که در آن مشوق‌ها و سازگاری‌ها به‌طور درونی مشخص می‌شوند، برشمرد (با لویگی گویسو، اندریا پرات و رافیلا سادون).[۱۶]
- اندازه تأثیر، اندازه‌های کلاس دانشگاه تنها برای کوچک‌ترین و بزرگ‌ترین سایزهای کلاس (-۰٫۱۰۸ در اندازه میان‌گین کلاس) منفی و قابل ملاحظه بوده و متأثر شوندگان اصلی از تغییر در اندازه کلاس، دانشجویان برتر هستند (با والنتینو لارسینس و عمران رسول).[۱۷]
- چهار سال پس از مداخله‌ای در اوگاندا که طی آن به دختران نوجوان هم آموزش‌های حرفه‌ای و هم در رابطه به جنسیت، تولید مثل و ازدواج معلومات فراهم گردید، در این جوامع آموزش‌دیده احتمال این‌که دختران در فعالیت‌های درآمدزا شامل شوند ۴۸ در صد بیشتر شده‌است، احتمال این‌که باردار شوند ۳۴ درصد کاهش یافته‌است و احتمال این‌که ازدواج نمایند یا با یک هم‌قطار خود مجامعت نمایند ۶۲ درصد کاهش یافته‌است (با نیکلاس بوهرین، رابین بورگاس، مارکوس گولستین، سلیم گولیسکی، عمران رسول و منشی سلیمان).[۱۸]
- آن‌گونه که در کارآزمایی تصادفی کنترل شده (RCT) در بنگلادش نشان داده شده‌است، افراد فقیر قادر هستند فعالیت‌های کاری افراد غیر-فقیر را انجام دهند، اما برای این کار با موانعی دچار هستند و این‌که مداخلات یک‌باره که این موانع را برمی‌دارد، مثلاً از طریق توان‌مندسازی زنان فقیر برای پرورش حیوانات، می‌تواند منتج به کاهش پایدار فقر گردد (با بورگیس، نارایان داس، گولیسکی، رسول و سلیمان).[۱۹]